# پادشاه یو ژو
پادشاه یو از ژو (به چینی: 周幽王) با نام شخصی جی گونگ‌شنگ (به چینی: 姬宮湦)؛ دوازدهمین پادشاه دودمان ژو و آخرین پادشاه ژو باختری در چین باستان بود. وی از ۷۸۱ تا ۷۷۱ پ. م سلطنت کرد.

## زندگی
در سال ۷۸۰ پ. م، زلزله بزرگی گوانژونگ را لرزاند. فال‌بینی به نام بو یانگفو (伯陽甫) این را نشانه‌ای از پیشگویی نابودی دودمان ژو دانست. 
در سال ۷۷۹ پ. م، صیغه‌ای به نام بائو سی وارد کاخ شد و پادشاه یو شیفته او شد. او پسری به نام بوفو برای او به دنیا آورد. پادشاه یو ملکه شن (申后) و ولیعهد ییجیو را خلع کرد. او بائو سی را ملکه جدید و بوفو را ولیعهد جدید اعلام کرد.
می‌گویند که بائو سی به سادگی نمی‌خندید. پس از استفاده از بسیاری از روش‌ها و شکست، پادشاه یو سعی کرد ملکه مورد علاقه خود را با روشن کردن چراغ‌های هشدار سرگرم کند و اشراف خود را فریب دهد تا فکر کنند عشایر چوانرونگ در شرف حمله هستند. اشراف به قلعه رسیدند در حالی که بائو سی به آنها می‌خندید. حتی پس از اینکه پادشاه یو بائو سی را تحت تأثیر قرار داد، او همچنان به سوء استفاده از چراغ‌های هشدار دهنده ادامه داد و اعتماد اشراف را از دست داد.
پدر ملکه شن، مرزبان شن، از برکناری دختر و نوه‌اش، ولیعهد ییجیو خشمگین شد و با چوانرونگ به کاخ پادشاه یو حمله کرد. پادشاه یو با استفاده از چراغ‌هایی که قبلاً مورد سوء استفاده قرار گرفته بود، اشراف خود را فراخواند، اما هیچکدام نیامدند. در نهایت پادشاه یو و بوفو کشته شدند و بائو سی اسیر شد.
پس از مرگ پادشاه یو، اشراف از جمله مرزبان شن، مرزبان زنگ (繒侯) و حاکم ون خو (許文公) از شاهزاده مخلوع ییجیو به عنوان پادشاه پینگ ژو حمایت کردند تا دودمان ژو را ادامه دهد. از آنجایی که پایتخت هائوجینگ آسیب زیادی دیده بود و به خاطر نزدیکی چوانرونگ در خطر بود، در سال ۷۷۱ پ. م، پادشاه پینگ ژو پایتخت را به سمت شرق به لوئویانگ منتقل کرد، بنابراین دومان ژو خاوری و دوره بهار و پاییز آغاز شد که بیش از ۳۰۰ سال طول کشید.

## خانواده
ملکه‌ها
- ملکه شن از طایفه جیانگ ایالت شن (申後 姜姓)؛ دختر مرزبان شن و مادر ولیعهد ییجو
- بائو سی از خاندان دی چی از طایفه بائو (褒姒 祁姓 杜氏؛ ۷۹۱-۷۷۱ پ. م)؛ دختر دو بو و مادر ولیعهد بوفو

پسران
- ولیعهد ییجو (太子宜臼؛ مرگ ۷۲۰ پ. م)؛ پادشاه پینگ ژو
- ولیعهد بوفو (太子伯服؛ ۷۷۹-۷۷۱ پ. م)